# 塔伯納克爾鎮區 (新澤西州)
塔伯納克爾鎮區（英語：Tabernacle Township）是位於美國新澤西州伯靈頓縣的一個鎮區。

## 地方資料
塔伯納克爾鎮區的面積為128.54平方千米，當中陸地面積為127.43平方千米，而水域面積為1.11平方千米。根據2020年美國人口普查的數據，當地共有人口6776人，而人口密度為每平方千米52.72人。